# Charles Best
Charles Herbert Best (ur. 27 lutego 1899 w Pembroke (Maine), zm. 31 marca 1978 w Toronto) – amerykańsko-kanadyjski fizjolog, współodkrywca insuliny.

## Życiorys
Studiował medycynę na University of Toronto, gdzie został asystentem Fredericka Bantinga. Wraz z nim odkrył w 1922 roku insulinę, co było jednym z ważniejszych odkryć medycyny w tamtym czasie i stanowiło przełom w leczeniu cukrzycy. W 1923 roku Bantinga wyróżniono za to odkrycie Nagrodą Nobla, ale współlaureatem nie został jego asystent Best, tylko szef instytutu badawczego John Macleod. W akcie solidarności Banting podzielił się premią finansową z Bestem.
W 1929 Best został kierownikiem wydziału fizjologii Uniwersytetu Toronto. Był też dyrektorem Banting and Best Department of Medical Research, po śmierci Bantinga (w 1941) kontynuował badania nad insuliną. Badał również choroby sercowo-naczyniowe i ustalił kliniczne zastosowanie heparyny jako antykoagulantu krwi w leczeniu zakrzepicy. Odkrył cholinę, która zapobiega uszkodzeniom wątroby oraz ważny enzym diaminooksydazę, biorącą udział w lokalnych reakcjach zapalnych rozkładając histaminę.
Po II wojnie światowej był naukowym ekspertem przy Międzynarodowej Organizacji Zdrowia. Od 1946 był członkiem zagranicznym Królewskiej Holenderskiej Akademii Sztuk i Nauk. W 1967 roku został odznaczony Orderem Kanady.